# Alfredo Porzio
Alfredo Porzio (Buenos Aires, 31 agosto 1900 – 14 settembre 1976) è stato un pugile argentino.

## Palmarès

### Olimpiadi
- Bronzo a Parigi 1924 nei pesi massimi.